# أنا كوداما كواشيري
أنا كوداما كواشيري (あたしゃ川尻こだまだよ～デンジャラスライフハッカーのただれた生活～ Atasha Kawashiri Kodama da yo～Denjarasu Raifu Hakkā no Tadareta Seikatsu～، "It's Me, Kawashiri Kodama -The Dissolute Life of a Dangerous Lifehacker-") هي سلسلة مانغا يابانية بواسطة كوداما كواشيري. لقد تم إجراء تسلسل عبر الإنترنت عبر تويتر منذ سبتمبر 2020 وقد تم جمعها في مجلد تانكوبون واحد بواسطة كادوكاوا شوتين. تم عرض مسلسل أنمي تلفزيوني بواسطة لابين تراك لأول مرة في يناير 2022.

## الشخصيات
كوداما كواشيري (川尻こだま Kawashiri Kodama)
أداء صوتي: آوي يوكي

## وسائل الإعلام

### المانغا
| م. | تاريخ الإصدار الياباني | ردمك الياباني          |
| -- | ---------------------- | ---------------------- |
| 1  | 5 نوفمبر 2021          | ISBN 978-4-04-680828-8 |

### الأنمي
تم الإعلان عن اقتباس مسلسل تلفزيوني أنمي بواسطة لابين تراك في 9 سبتمبر 2021. المسلسل من إخراج شينغو كانيكو، مع تصميم يايوي تاكانو للشخصيات ويوما ياماغوتشي يؤلف الموسيقى. تم عرضه لأول مرة في 14 يناير 2022، ضمن برنامج منوعات على تلفزيون فوجي وعلى خدمة البث المباشر اليابانية تلفزيون فوجي على الطلب. رخصت كرانشي رول المسلسل. المسلسل سوف يستمر لـ24 حلقة. 

#### قائمة الحلقات
| ر. الإجمالي | العنوان                                  | تاريخ العرض الأصلي |
| ----------- | ---------------------------------------- | ------------------ |
| 1           | «إنّها أنا، كواشيري كوداما»               | 14 يناير 2022      |
| 2           | «حياتي الغارقة بالملذات»                 | 21 يناير 2022      |
| 3           | «عن إيناغيا»                             | 28 يناير 2022      |
| 4           | «برنامج رامِن لحم الخنزير المشويّ الغذائيّ» | 4 فبراير 2022      |
| 5           | «مطعم صيني محلي»                         | 11 فبراير 2022     |
| 6           | «عيد الحب»                               | 18 فبراير 2022     |
| 7           | «قهوة»                                   | 25 فبراير 2022     |
| 8           | «الحياة مع كاراغي»                       | 4 مارس 2022        |
| 9           | «انسحاب تكتيكي»                          | 11 مارس 2022       |
| 10          | «الانحسار إلى طفلة»                      | 8 أبريل 2022       |
| 11          | «مهارات تعدد المهام»                     | 15 أبريل 2022      |
| 12          | «كيفية تناول السوشي المعبأ»              | 22 أبريل 2022      |
| 13          | «نقانق مغليّة بلا خطّة»                    | 6 مايو 2022        |
| 14          | «ذكريات قدر الضغط»                       | 14 مايو 2022       |

## روابط خارجية
- الموقع الرسمي
 (باليابانية)
- أنا كوداما كواشيري (مانغا) في شبكة أخبار الأنمي